# Marado
Marado (koreanska: 마라도) är en ö i Sydkorea.   Den ligger i provinsen Jeju, i den södra delen av landet, 500 km söder om huvudstaden Seoul. Arean är 0,55 kvadratkilometer.
Terrängen på Marado är platt. Öns högsta punkt är 33 meter över havet. Den sträcker sig 1,4 kilometer i nord-sydlig riktning, och 0,5 kilometer i öst-västlig riktning.